# Юг штата Амазонас (мезорегион)

Юг штата Амазонас на карте.

Юг штата Амазонас (порт. Mesorregião do Sul Amazonense) — административно-статистический мезорегион в Бразилии, входит в штат Амазонас. Население составляет 283 977 человек на 2010 год. Занимает площадь 471 503,982 км². Плотность населения — 0,6 чел./км².

## Демография
Согласно сведениям, собранным в ходе переписи 2010 г. Национальным институтом географии и статистики (IBGE), население мезорегиона составляет:
| Полное население                            | Полное население                            | Полное население                            | Полное население                            | 283 977 |
| ------------------------------------------- | ------------------------------------------- | ------------------------------------------- | ------------------------------------------- | ------- |
| в том числе:                                | Городское население                         | 160 072                                     | Процент городского населения, %             | 56,37   |
|                                             | Сельское население                          | 123 905                                     | Процент сельского населения, %              | 43,63   |
|                                             | Мужское население                           | 149 127                                     | Процент мужского населения, %               | 52,51   |
|                                             | Женское население                           | 134 850                                     | Процент женского населения, %               | 47,49   |
| Плотность населения, чел/км²                | Плотность населения, чел/км²                | Плотность населения, чел/км²                | Плотность населения, чел/км²                | 0,6     |
| Население мезорегиона в % к населению штата | Население мезорегиона в % к населению штата | Население мезорегиона в % к населению штата | Население мезорегиона в % к населению штата | 8,15    |

## Состав мезорегиона
В мезорегион входят следующие микрорегионы:
1. Бока-ду-Акри
2. Мадейра
3. Пурус